# 1238 км (зупинний пункт)
1238 кіломе́тр — пасажирський залізничний зупинний пункт Лиманської дирекції Донецької залізниці на лінії Волноваха — Маріуполь-Порт між станціями Асланове (5 км) та Кальчик (2 км).
Розташований на околиці села Афіни Маріупольського району Донецької області.
На платформі зупиняються приміські електропоїзди.